# Polisorbat 80
Polisorbat 80 (E433) – mieszanina polioksyetylenowych pochodnych sorbitanu i kwasu oleinowego, niejonowy surfaktant oraz emulgator.
Jest lepkim, rozpuszczalnym w wodzie, żółtawym płynem. Hydrofilowość tego surfaktantu zapewniają boczne łańcuchy polieterowe. W nazewnictwie polisorbatów liczba po nazwie (80) jest oznaczeniem grupy lipofilowej, w tym przypadku kwasu oleinowego. Jego krytyczne stężenie micelizacji wynosi 1,2×10−5 M.
Stosuje się go między innymi przy produkcji lodów, jako emulgator zapobiegający obiałczaniu kropelek tłuszczów w mleku i tym samym stabilizujący emulsję. Krople tłuszczów mogą w ten sposób tworzyć połączenia między sobą (sieci), zamykając powietrze w mieszaninie, co czyni produkt pulchnym i utrzymuje jego kształt.
Wywiera wpływ na bakterie E. coli znajdujące się w jelicie, co może mieć związek z patogenezą choroby Leśniowskiego-Crohna.